# Mariana Simionescuová
Mariana Simionescuová (* 27. listopadu 1956 Târgu Neamț) je bývalá rumunská profesionální tenistka.
Byla členkou klubu Dinamo. V roce 1974 vyhrála dvouhru juniorek na French Open. Na Roland Garros také postoupila se sovětským tenistou Anatolijem Volkovem v roce 1975 do čtvrtfinále smíšené čtyřhry. Jejím nejlepším výsledkem v grandslamové dvouhře bylo čtvrté kolo Wimbledonu v roce 1977. V roce 1978 dosáhla nejlepšího umístění na žebříčku, jímž bylo 36. místo. Vyhrála jeden turnaj WTA ve dvouhře (Japan Open Tennis Championships 1980) a jeden ve čtyřhře (Fort Lauderdale 1978 s Australankou Lesley Huntovou). Zúčastnila se pěti ročníků Poháru federace, kde vyhrála pět utkání ve dvouhře a osm ve čtyřhře a přispěla k historickému postupu Rumunek do semifinále v roce 1973. Kariéru ukončila v roce 1980.
Od roku 1976 udržovala milostný vztah s Björnem Borgem. Provdala se za něj 24. července 1980 ve Snagově. Manželství bylo rozvedeno v roce 1984. Jejím dalším partnerem byl automobilový závodník Jean-Louis Schlesser, s nímž má syna Anthonyho, narozeného v roce 1990. V roce 1986 se také zúčastnila Rallye Dakar. Žije v Monte Carlu.
Byla jednou z postav filmu Borg/McEnroe, kde ji ztvárnila herečka Tuva Novotny.